# Вільясабар'єго
Вільясабар'єго (ісп. Villasabariego) — муніципалітет в Іспанії, у складі автономної спільноти Кастилія-і-Леон, у провінції Леон. Населення — 1228 осіб (2010).
Муніципалітет розташований на відстані близько 280 км на північний захід від Мадрида, 15 км на південний схід від Леона.
На території муніципалітету розташовані такі населені пункти: (дані про населення за 2010 рік)
- Паласуело-де-Еслонса: 53 особи
- Вільяренте: 319 осіб
- Вальє-де-Мансілья: 149 осіб
- Вега-де-лос-Арболес: 94 особи
- Вільябурбула: 69 осіб
- Вільяконтільде: 53 особи
- Вільяфале: 86 осіб
- Вільяфаньє: 204 особи
- Вільясабар'єго: 49 осіб
- Вільїгер: 78 осіб
- Вільїмер: 74 особи

## Демографія
Динаміка населення (INE ):